# اسکات کامرون
اسکات کامرون (به انگلیسی: Scott Cameron) (زادهٔ ۱۲ نوامبر ۱۹۷۶) شناگر اهل نیوزیلند است.